# Оскар Хіль (футболіст, 1998)
Оскар Хіль Реганьйо (ісп. Óscar Gil Regaño, нар. 26 квітня 1998, Ельче) — іспанський футболіст, захисник клубу «Еспаньйол» та національної збірної Іспанії.

## Клубна кар'єра
Народився 26 квітня 1998 року в місті Ельче. Вихованець футбольної школи клубу «Ельче». З 2015 року став виступати за резервну команду, в якій провів чотири сезони, взявши участь у 71 матчі чемпіонату.
16 жовтня 2018 року в поєдинку Кубка Іспанії проти «Кордови» Хіль дебютував за основний склад. 24 серпня 2018 року в матчі проти «Алькоркона» він дебютував у Сегунді. 8 березня 2020 року в поєдинку проти «Райо Вальєкано» Оскар забив свій перший гол за «Ельче». Всього протягом сезону 2019/20 Хіль був основним правим захисником команди, зігравши у чемпіонаті 33 рази (всі зі старту) і посів з командою 6 місце у Сегунді, яке дозволило право брати участь у плей-оф за вихід до Прімери. Там Хіль зіграв у всіх 3-х іграх і допоміг команди вийти до елітного дивізіону.
Влітку 2020 року Хіль підписав контракт на 4 роки з клубом «Еспаньйол», після того, як каталонський клуб активував його клаусулу в 500 000 євро. 27 вересня в матчі проти клубу «Реал Ов'єдо» (1:1) Оскар дебютував за нову команду. 29 листопада в поєдинку проти «Реала Сарагоси» (2:0) Оскар забив свій перший гол за «Еспаньйол». У новій команді був теж основним захисником і за підсумками сезону 2020/21 допоміг їй виграти Сегунду та напряму вийти до найвищого дивізіону.

## Виступи за збірні
З молодіжною збірною Іспанії Оскар Хіль поїхав на молодіжний чемпіонат Європи 2021 року в Угорщині та Словенії, де дійшов з командою до півфіналу, але зіграв на турнірі лише в одному матчі проти Португалії (0:1).
У складі олімпійської збірної Іспанії Хіль був учасником футбольного турніру Олімпійських ігор-2020 у Токіо, де іспанці здобули срібні нагороди, а сам Оскар зіграв у 4 іграх, в тому числі і у програному фіналі проти Бразилії (1:2).
Через ізоляцію деяких гравців національної збірної Іспанії після позитивного тесту на COVID-19 у Серхіо Бускетса, гравці молодіжної збірної Іспанії до 21 року були викликані до лав національної команди на міжнародний товариський матч проти Литви 8 червня 2021 року. Оскар Хіль відіграв у тому матчі перший тайм, після чого був замінений на Алехандро Посо, а зустріч закінчилась перемогою іспанців 4:0, ставши першим гравцем «Уески», який зіграв за збірну Іспанії за всю історію клубу.

## Статистика виступів

### Статистика виступів за збірну
| Дата     | Місто   | Господарі | Результат | Гості | Турнір           | Голи | Примітки |
| -------- | ------- | --------- | --------- | ----- | ---------------- | ---- | -------- |
| 8-6-2021 | Леганес | Іспанія   | 4 – 0     | Литва | товариський матч | -    | 46'      |
| Усього   |         | Матчів    | 1         |       | Голів            | 0    |          |

## Титули і досягнення
- Срібний олімпійський призер (1): 2020